# Усть-Ишимский район
Усть-Иши́мский муниципальный райо́н — административно-территориальная единица (район) и муниципальное образование (муниципальный район) на северо-западе Омской области России.
Административный центр — село Усть-Ишим.

## География
Площадь района — 7 900 км². Основные реки — Иртыш, Ишим, Бича, Большая Тава. Район граничит на востоке с Тевризским районом, на юге — Большеуковским районом, на западе и севере — с Тюменской областью.

## История
В 1921 году на территории современного Усть-Ишимского района располагались волости: Большетавинская, Вятская, Загваздинская, Кайлинская, Пановская, Саргатская, Саургатская, Слободчиковская, Усть-Ишимская и частично Карагайская. В конце 1922 года в Омской губернии начались подготовительные работы по низовому районированию, направленные на укрупнение волостей (районов) и сельсоветов. 24 сентября 1924 года Сибревком утвердил новое территориальное деление. В современных границах Омской области был создан 31 район (укрупненные волости). В том числе и Усть-Ишимский.
Первоначальную территорию Усть-Ишимского района (Усть-Ишимской укрупненной волости) составили бывшие волости: Большетавинская, Кайлинская, Саргатская, Слободчиковская и Усть-Ишимская.
25 мая 1925 года постановлением ВЦИК была ликвидирована Омская губерния, Усть-Ишимский район стал относиться к Тарскому округу Сибирского края. Тогда же в него были переданы Еланский, Пановский и Большетебендинский сельсоветы из упраздненного Загваздинского района Уральской области.
По результатам переписи населения 1926 года в Усть-Ишимском районе проживало 18178 человек и насчитывалось 78 населенных пунктов объединенных в 24 сельских совета.
17 января 1931 года решением Запсибкрайисполкома Усть-Ишимский район был упразднен, а его территория передана в Тевризский район. 25 января 1935 года постановлением ВЦИК Усть-Ишимский район был восстановлен уже в составе Омской области и к небу был добавлен Вятский сельсовет ранее входивший в Тевризский район.
25 октября 1951 года из Дубровинского района Тюменской области в Усть-Ишимский район были переданы Бакшеевский, Загваздинский и Казанский с/с.
31 августа 1958 года Казанский с/с был переименован в Большебичинский.
11 мая 1959 года был упразднён Бакшеевский с/с(территория передана в Большебичинский с/с).
15 июня 1960 года из Усть-Ишимского района в Викуловский район Тюменской области был передан Резановский сельсовет в составе населенных пунктов: Бодагово, Колмаково, Резаново.
1 февраля 1963 года Указом Президиума Верховного Совета РСФСР Усть-Ишимский район был упразднён и включён в состав укрупнённого Тевризского района. 11 января 1965 года также Указом Президиума Верховного Совета РСФСР район воссоздан в прежних границах.

## Население
| 1926    | 1959    | 1970    | 1979    | 1989    | 2002    |
| ------- | ------- | ------- | ------- | ------- | ------- |
| 18 178  | ↗32 221 | ↘25 794 | ↘22 530 | ↘21 670 | ↘16 479 |
| 2009    | 2010    | 2011    | 2012    | 2013    | 2014    |
| ↘14 645 | ↘13 480 | ↘13 415 | ↘12 964 | ↘12 509 | ↘12 272 |
| 2015    | 2016    | 2017    | 2018    | 2019    | 2020    |
| ↘12 057 | ↘11 864 | ↘11 601 | ↘11 366 | ↘11 110 | ↘10 884 |
| 2021    | 2023    |         |         |         |         |
| ↘9775   | ↘9400   |         |         |         |         |

### Национальный состав
По Всероссийской переписи населения 2010 года
| Национальность  | Численность населения, чел. | Доля от населения |
| --------------- | --------------------------- | ----------------- |
| Казахи          | 13                          | 0,10              |
| Немцы           | 107                         | 0,79              |
| Русские         | 9674                        | 71,77             |
| Татары          | 3269                        | 24,25             |
| Украинцы        | 92                          | 0,68              |
| Прочие нации    | 325                         | 2,41              |
| Итого по району | 13480                       | 100,00            |

## Муниципально-территориальное устройство
В Усть-Ишимском районе 49 населённых пунктов в составе 13 сельских поселений:
| №  | Сельские поселения                    | Административный центр | Количество населённых пунктов | Население | Площадь, км2 |
| -- | ------------------------------------- | ---------------------- | ----------------------------- | --------- | ------------ |
| 1  | Большебичинское сельское поселение    | село Большая Бича      | 4                             | ↘889      | 2148,00      |
| 2  | Большетавинское сельское поселение    | село Большая Тава      | 3                             | ↘194      | 1107,00      |
| 3  | Большетебендинское сельское поселение | село Большая Тебендя   | 4                             | ↗224      | 97,00        |
| 4  | Загваздинское сельское поселение      | село Загваздино        | 4                             | ↘551      | 122,00       |
| 5  | Кайлинское сельское поселение         | село Кайлы             | 4                             | ↘189      | 162,00       |
| 6  | Кайсинское сельское поселение         | посёлок Кайсы          | 2                             | ↘104      | 147,00       |
| 7  | Никольское сельское поселение         | село Никольск          | 2                             | ↘377      | 116,00       |
| 8  | Ореховское сельское поселение         | село Орехово           | 3                             | ↘294      | 671,00       |
| 9  | Пановское сельское поселение          | село Паново            | 6                             | ↘692      | 1165,00      |
| 10 | Слободчиковское сельское поселение    | село Слободчики        | 3                             | ↘178      | 123,00       |
| 11 | Усть-Ишимское сельское поселение      | село Усть-Ишим         | 8                             | ↘4880     | 701,03       |
| 12 | Утускунское сельское поселение        | село Утускун           | 3                             | ↘401      | 1224,00      |
| 13 | Ярковское сельское поселение          | село Ярково            | 3                             | ↘427      | 103,00       |

| №  | Населённый пункт | Тип     | Население | Муниципальное образование             |
| -- | ---------------- | ------- | --------- | ------------------------------------- |
| 1  | Азы              | посёлок | 1         | Пановское сельское поселение          |
| 2  | Аксёново         | посёлок | ↗607      | Утускунское сельское поселение        |
| 3  | Атеринки         | посёлок | 38        | Усть-Ишимское сельское поселение      |
| 4  | Ашеваны          | деревня | ↗310      | Усть-Ишимское сельское поселение      |
| 5  | Бакшеево         | деревня | 137       | Большебичинское сельское поселение    |
| 6  | Басаргуль        | деревня | ↘0        | Кайлинское сельское поселение         |
| 7  | Березянка        | деревня | ↘49       | Пановское сельское поселение          |
| 8  | Большая Бича     | село    | 325       | Большебичинское сельское поселение    |
| 9  | Большая Тава     | село    | ↘309      | Большетавинское сельское поселение    |
| 10 | Большая Тебендя  | село    | ↘214      | Большетебендинское сельское поселение |
| 11 | Борки            | посёлок | 230       | Пановское сельское поселение          |
| 12 | Вятка            | деревня | ↘7        | Кайсинское сельское поселение         |
| 13 | Граковка         | деревня | ↘70       | Большетавинское сельское поселение    |
| 14 | Екатериновка     | деревня | ↘33       | Никольское сельское поселение         |
| 15 | Еланка           | деревня | ↘4        | Пановское сельское поселение          |
| 16 | Загваздино       | село    | 398       | Загваздинское сельское поселение      |
| 17 | Затон            | посёлок | ↘3        | Большетебендинское сельское поселение |
| 18 | Ильчебага        | деревня | ↘297      | Ярковское сельское поселение          |
| 19 | Кайлы            | село    | ↘270      | Кайлинское сельское поселение         |
| 20 | Кайнаул          | деревня | 192       | Большебичинское сельское поселение    |
| 21 | Кайсы            | посёлок | 252       | Кайсинское сельское поселение         |
| 22 | Колпаково        | деревня | ↘47       | Ореховское сельское поселение         |
| 23 | Красноярка       | деревня | ↘101      | Кайлинское сельское поселение         |
| 24 | Красноярка       | деревня | ↘76       | Утускунское сельское поселение        |
| 25 | Кушма            | деревня | ↘35       | Слободчиковское сельское поселение    |
| 26 | Летние           | деревня | ↘128      | Усть-Ишимское сельское поселение      |
| 27 | Малая Ашеванка   | деревня | ↘17       | Усть-Ишимское сельское поселение      |
| 28 | Малая Бича       | посёлок | 894       | Большебичинское сельское поселение    |
| 29 | Малая Игиза      | деревня | ↘23       | Ореховское сельское поселение         |
| 30 | Малая Тава       | деревня | ↘1        | Большетавинское сельское поселение    |
| 31 | Никольск         | село    | ↗391      | Никольское сельское поселение         |
| 32 | Новая Деревня    | деревня | ↘2        | Большетебендинское сельское поселение |
| 33 | Орехово          | село    | ↘442      | Ореховское сельское поселение         |
| 34 | Паново           | село    | ↘283      | Пановское сельское поселение          |
| 35 | Саургачи         | деревня | ↗429      | Загваздинское сельское поселение      |
| 36 | Саургачи         | посёлок | 9         | Загваздинское сельское поселение      |
| 37 | Скородум         | посёлок | ↗684      | Пановское сельское поселение          |
| 38 | Слободчики       | село    | ↘319      | Слободчиковское сельское поселение    |
| 39 | Смолино          | деревня | ↘2        | Слободчиковское сельское поселение    |
| 40 | Суя              | деревня | 0         | Загваздинское сельское поселение      |
| 41 | Тюрметяки        | деревня | ↘66       | Усть-Ишимское сельское поселение      |
| 42 | Угут             | деревня | ↘24       | Кайлинское сельское поселение         |
| 43 | Усть-Ишим        | село    | ↘4294     | Усть-Ишимское сельское поселение      |
| 44 | Утускун          | село    | ↘120      | Утускунское сельское поселение        |
| 45 | Фреганка         | деревня | ↘14       | Усть-Ишимское сельское поселение      |
| 46 | Хутор            | деревня | 42        | Большетебендинское сельское поселение |
| 47 | Эбаргуль         | деревня | ↘200      | Ярковское сельское поселение          |
| 48 | Южный            | посёлок | 363       | Усть-Ишимское сельское поселение      |
| 49 | Ярково           | село    | ↗220      | Ярковское сельское поселение          |

Упразднённые населённые пункты
- 2019 год — деревни Нижний Тюляк и Орловка.

## Достопримечательности
- Бакшеевские липняки
- Деревянный храм Василия Блаженного, построенный без единого гвоздя в 1911 г., с.Вятка Усть-Ишимского р-на

Памятники истории, архитектуры и монументального искусства района
- Могила командира красногвардейского партизанского отряда венгра-интернационалиста К.Балога, погибшего в бою с белогвардейцами в 1919 году, установлен в 1921 году, село Усть-Ишим
- Дом, в котором размещался штаб 51-й дивизии Красной армии, село Усть-Ишим
- Обелиск воинам-землякам, погибшим в годы Великой Отечественной войны 1941—1945 годы, установлен 1951 году, село Усть-Ишим
- Место Ишимского острожка, южная часть села Усть-Ишим
- Свято-Никольский храм 1906 год, село Усть-Ишим

## Археология и палеогенетика
- Городище «Верхнее Аксёново-I» IX—XII века, 0,8 км юго-западнее посёлка Аксёново
- Поселение «Верхнее Аксёново-III» IX—XII века, 0,5 км южнее посёлка Аксёново
- 3 археологических памятника — курганные группы, городище; посёлок Кайсы
- 2 археологических памятника — курганная группа и поселение; село Паново
- Место стоянки отряда Ермака, село Большая Тебендя
- 2 археологических памятника — курганная группа и поселение; деревня Ильчебага
- Городище «Эбаргуль» IX—XII века, 6 км северо-западнее деревни Эбаргуль
- 4 археологических памятника — курганные группы, поселение и городище; посёлок Малая Бича
- 4 археологических памятника — курганные группы, городища; деревня Саургачи
- Близ сёл Паново и Усть-Ишим в 2008 году была обнаружена древнейшая известная находка останков человека современного типа (Homo sapiens) — бедренная кость возрастом 45 тыс. лет, из которой была извлечена качественная ДНК[22]. Усть-ишимский человек оказался обладателем Y-хромосомной гаплогруппы K2 (ранее К*(xLT)) — родительской к N, O, R, Q и минорным ветвям К*, найденным в Океании. По митохондриальной ДНК усть-ишимский палеосибиряк относится к гаплогруппе R, родительской к основным европейским гаплогруппам H, V, J, T, U и K, а также минорным ветвям R*, найденным в Океании[23][24].
- Усть-Ишимская культура X—XIII веков была распространена в лесном Прииртышье. Выделена из нижнеобской культуры Б. А. Кониковым в 1983 году. Представлена поселениями и курганными могильниками (Усть-Ишим и др.). Погребённые лежат на спине, в вытянутом положении, головой на северо-запад[25][26][27].